# ساحل‌مردم چادی
ساحل‌مردم چادی با نام علمی Sahelanthropus tchadensis یک گونهٔ انقراض‌یافتهٔ انسان‌ساییان است که قدمتش به حدود ۷ میلیون سال پیش می‌رسد. اینکه این گونه باید عضو انسان‌سانان واقع شود مورد اختلاف است و اطلاعات مورد نیاز در مورد این گونه یافت نشده‌است. پیچیدگی دیگر در طبقه‌بندی آن این است که سنگواره‌اش پیش از زمان انشعاب انسان-شامپانزه (در ۶٫۳ تا ۵٫۴ میلیون سال پیش) از لحاظ ژنتیکی واقع شده‌است. همچنین بقایای اندکی به جز چند تکه از کاسهٔ سر به نام «تومای» یافت شده‌است. این جمجمه در نزدیکی چاد در آفریقای مرکزی یافت شده‌است

## ارتباط این گونه با دیگرانسانیان

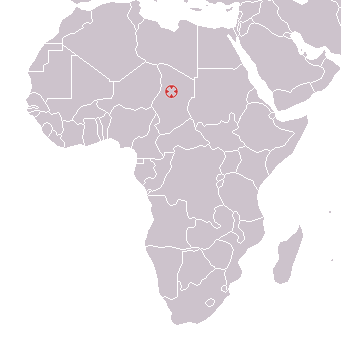
محل کشف

این گونه را عموماً به عنوان جد مشترک گونهٔ انسان، آردی کپیها، جنوبی کپیها و شامپانزه، بونوبو و کپی بیلی حساب می‌کنند زیرا تنها گونهٔ یافت شده و مناسب در شکاف زمانی دوره واپاشی گونه ای شامپانزه‌ها و انسان سایان می‌دانند. این گونه دارای ویژگی‌های مشترکی از شامپانزه‌ها و انسان‌های امروزی است به طوری که دارای دندان نیش گپی مانند طاق ابروی نسبتاً بزرگ (از ویژگی‌های شامپانزه مانند) جمجمه‌ای با گنجایش ۳۰۰ سی سی بوده و دندان‌های آسیا و شکل فک و جمجمه خاص گیاهخواری و جوندگی بود این گونه احتمالاً توانایی راه رفتن بر روی دو پا را داشت اما ترجیح می‌داد که بر روی درختان زندگی کند بقایای تنها نمونه مطلوب ان را در کنار دریاچه‌ای در اطراف چاد یافتند. هوش او نیز احتمالاً در ابعاد شامپانزه‌ها بود و نمی‌توانست به خوبی به صورت دو پا حرکت کند و احتمالاً از میوه‌ها وگیاهانان مناطق بهره می‌برد

## فسیل‌ها
فسیل‌های موجود شامل جمجمه ای نسبتاً کوچک، پنج قطعه فک و برخی از دندان‌ها را تشکیل می‌دهند که یک سر را تشکیل می‌دهد که ترکیبی از خصوصیات مشتق شده و بدوی را تشکیل می‌دهند. مغز که از نظر حجم فقط ۳۲۰ سانت متر مکعب تا ۳۸۰ سانتی‌متر مکعب است، مشابه با مغز شامپانزه‌های موجود است و به ویژه از حجم تقریبی مغز انسان که ۱۳۵۰ سانتی‌متر مکعب است، کمتر است.
دندان‌ها، پشته‌های ابرو و ساختار صورت تفاوت چشمگیری با نمونه‌های موجود در انسان خردمند دارد. ویژگی‌های جمجمه نشان‌دهنده صورتی مسطح، طاقهٔ دندانی u شکل، دندان‌های نیش کوچک، سوراخ بزرگ پس‌سری و پشته‌های ابرو سنگین را نشان می‌دهد. هیچ تکه جدا شده‌ای از جمجه پس از تولد کشف مشاهده نشده‌است. تنها جمجمه شناخته شده در زمان فسیلیزاسیون و کشف، تحریف زیادی متحمل شده‌است، زیرا جمجه به صورت مسطح صاف شده‌است، و سمت راست نیز فرورفته است.

## کشف و نام‌گذاری
این فسیل‌ها در بیابان جوراب واقع در چاد توسط تیم چهار نفره به سرپرستی یک فرانسوی، آلن بویوین، و سه چادیایی، آدوم مهامات، جیمدومالبای آهونتا و گونگدیب فانونه، اعضای عملیات Mission paleoanthropologique Franco-tchadienne به رهبری میشل برونت کشف شد. تمام مواد شناخته شده ساحل‌مردم چادی از ژوئیه ۲۰۰۱ تا مارس ۲۰۰۲ در سه محل توروس منالا یافت شد، مشخص شده TM 266 (که بیشترین مواد از جمله جمجمه و استخوان ران را دارد)، TM 247 و TM 292 را کشف نمود. کاشفان ادعا کرده‌اند که ساحل‌مردم چادی، قدیمی‌ترین نیاکان بشر پس از تقسیم خط انسانی از شامپانزه‌ها می‌باشد.
بسیاری از یافته‌های فسیلی انسانیان که از آفریقای شرقی و جنوبی کشف شده‌اند اما این استخوان‌ها از محلی به مراتب دورتر کشف شده‌اند. با این حال، یک مندیبل جنوبی‌کپی بحرالغزالی در چاد توسط ماملبایه تومالتا، ناجیا و آلن بویوین، میشل برومت و العاجی ه.ا. موتای در اوایل سال ۱۹۹۵ یافت شد.

## دوپایی
ساحل‌مردم چادی ممکن است روی دو پا راه رفته باشد. با این حال، از آنجا که هیچ بقایای بعد از جنین (یعنی استخوانهای زیر جمجمه) کشف نشده‌است، به‌طور قطعی مشخص نیست که آیا ساحل‌مردم چادی واقعاً دو پایی بوده‌اند یا خیر، اگرچه ادعاهای مربوط به سوراخ بزرگ پس‌سری در قسمت قدامی نشان می‌دهد که ممکن است چنین بوده باشد. پس از بررسی سوراخ بزرگ پس‌سری در مطالعه اولیه، نویسنده هدایت گر حدس زد که بر اساس مورفولوژی پایه ای، همانند انسانیان جدید، راه رفتن بر روی دو پا «غیر منطقی نخواهد بود».

## رده‌بندی آرایه‌شناختی
ساحل‌مردم چادی توسط برونت به عنوان اولین نمایندهٔ نسب انسانی توصیف می‌شود و این مورد توسط مؤسسه اسمیتسونین در توضیحات خود در مورد گونه‌ها تأیید می‌شود. گفته می‌شود که این گونه‌ها دو ویژگی انسانی مهم دارند، یکی دندانهای نیش کوچک و قدم زدن به صورت عمودی یا ایستاده و قائم بر روی دو پا.
برونت و همکارنش در انتشار نسخه ای در سال ۲۰۰۲، پیشنهاد قرار گرفتن این گونه به عنوان نیاکان انسانی به جای شامپانزه، را ارائه کردند. با این پیشنهاد، ویژگی‌های صورت جمجه ای تومایی که وضعیت جنوبی‌کپی را که پشه‌هایی ضخیم از ابرو در آنها گزارش شده‌است، را مبهم می‌کند. شبیه به برخی از فسیل‌های انسانسانان بعدی (به ویژه انسان راست قامت)، و جایی که مورفولوژی پشته ابرو از آنچه در ساحل‌مردم چادی مشاهده شده در تمام جنوبی‌کپی‌ها، اکثر فسیل‌های انسانسانان و انسانهای موجود متفاوت هستند.